# 猎鹿人
是一部1978年迈克尔·西米诺执导的美国史詩戰爭电影。主要演员有罗伯特·德·尼罗、約翰·卡佐爾（他的最後演出）、約翰·沙維奇、克里斯托弗·沃肯、梅丽·史翠普和喬治·德桑薩。
電影讲述了越战对于宾西法尼亚州的一个小镇上的人带来的影响。该片取景于西維吉尼亞州、賓夕法尼亞州、華盛頓州、俄亥俄州。该片带有明显的反战主题，片中对于越南丛林战争的恐怖感有着深刻地描写。同时也有评论认为，该片着重描写战俘被强迫玩俄罗斯转盘死亡游戏的场面，导致以後出現了連串以这种残酷方式的自杀。

## 剧情
1967年，宾西法尼亚州的工业小城镇克莱顿，斯蒂文与安琪拉举办婚礼仪式。而在婚礼之后，斯蒂文与麦可、尼克三人将赶赴越南参战。尼克与琳达是一对情侣，不过麦可也对琳达充满爱意。这几位好友在钢铁工厂工作，业余爱好是用猎枪打鹿。
在越南参战期间，斯蒂文与麦可、尼克三人被俘，几人被迫玩俄羅斯輪盤，尽管麦克勇敢的打死了北越军人、拯救了他们三人，这个经历却对斯蒂文与尼克造成深远影响——斯蒂文身体残疾，尼克精神恍惚不振。之后麦可回到了家乡，才了解到斯蒂文双腿残疾坐在轮椅上、在一家退伍军人医院进行疗养。在超市工作的琳达对麦可的归来感到很欣慰，由于长期没有尼克的音信，琳达与麦可两人间的感情在逐渐增长。麦可从斯蒂文处得知，尼克仍然身在西贡，麦可决定回到越南寻找尼克。当他来到南越时，战场形势对南越和美军来说已经非常严峻，美军正逐渐撤离越南。
麦可通过努力终于找到了尼克，却发现他完全沉溺于转盘死亡游戏。麦可劝他随其回家去，但却无法唤回他的记忆。由于劝阻未果，尼克在转盘死亡游戏中终于自杀身亡。伤心的麦可带着尼克的遗体回去，大家为其举办了一场葬礼。最后朋友们在一起聚餐，并齐唱了《天佑美国》 。
本片著名插曲《卡伐蒂娜》，由約翰·威廉斯录制。

## 角色
- 罗伯特·德·尼罗 飾演 麦克（S/Sgt. Michael "Mike" Vronsky）
- 克里斯托弗·沃肯 飾演 尼克（Cpl. Nikanor "Nick" Chevotarevich）
- 約翰·沙維奇（英语：John Savage (actor)） 飾演 斯蒂文（Cpl. Steven Pushkov）
- 約翰·卡佐爾 飾演 Stan ("Stosh")
- 梅丽·史翠普 飾演 琳达（Linda）
- 喬治·德桑薩（英语：George Dzundza） 飾演 John Welsh
- Pierre Segui 飾演 Julien Grinda
- Shirley Stoler（英语：Shirley Stoler） 飾演 Steven的母亲
- Chuck Aspegren 飾演 Peter "Axel" Axelrod
- 拉特安亞·艾爾達（英语：Rutanya Alda） 飾演 Angela Ludhjduravic-Pushkov
- 艾米·萊特（英语：Amy Wright） 飾演 Bridesmaid
- 喬·葛里法西（英语：Joe Grifasi） 飾演 Bandleader

## 場景

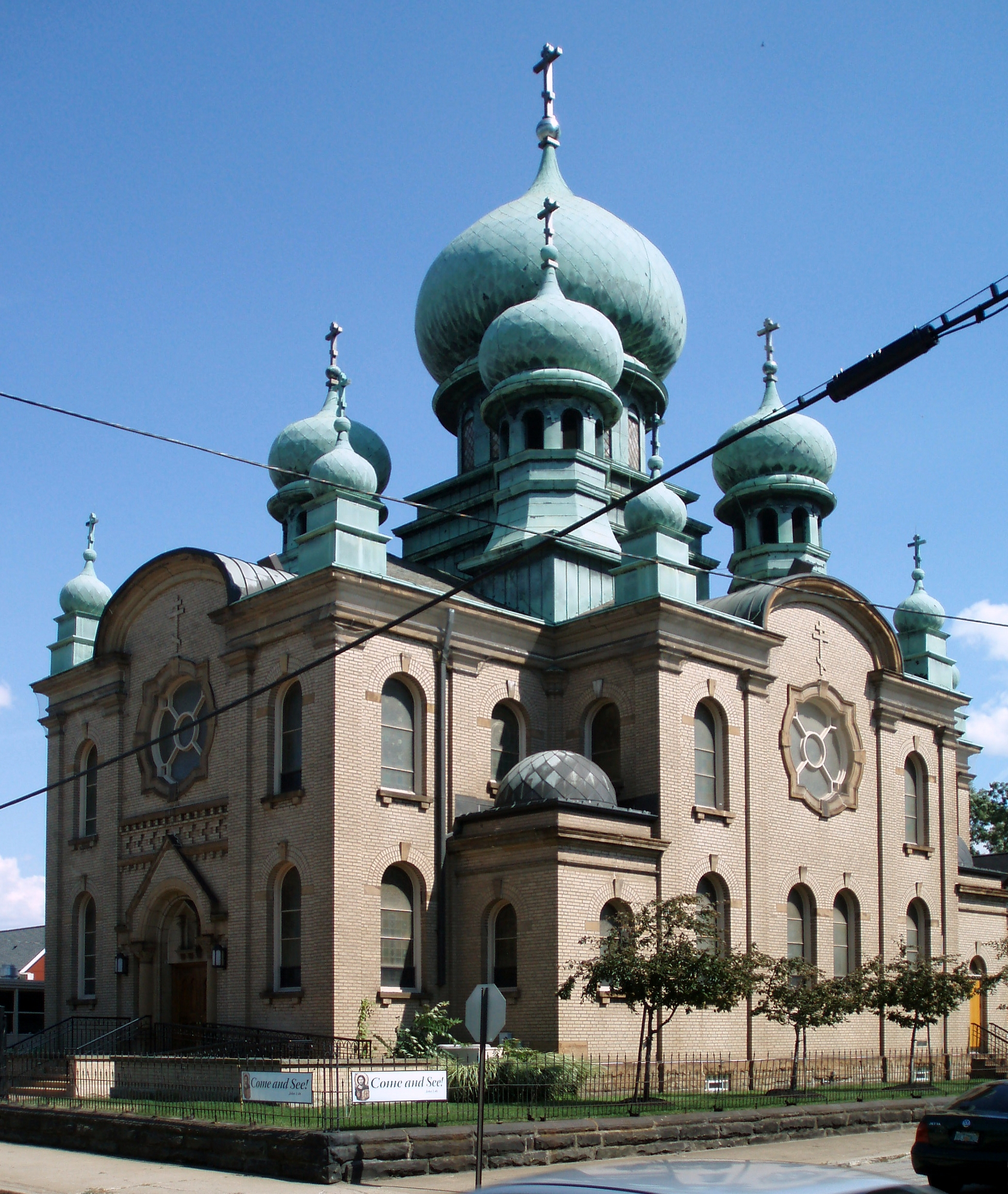
位於俄亥俄州克里夫蘭的St. Theodosius Russian Orthodox Cathedral 是電影中婚禮的拍攝場景。

- 電影中婚禮的拍攝場景是在俄亥俄州克里夫蘭的St. Theodosius Russian Orthodox Cathedral （页面存档备份，存于）拍攝的。

## 荣誉
该片获得了当年度奥斯卡最佳影片奖、最佳导演奖（迈克尔·西米诺），最佳男配角奖（克里斯托弗·沃肯）、最佳剪辑奖和最佳混音奖等5项大奖。另外，也是最佳男主角奖（罗伯特·德·尼罗）、最佳女配角奖（梅丽·史翠普）、最佳摄影奖（韦尔莫斯·史格蒙德），最佳剧本奖的提名者。
该片被收入美国国会图书馆国家级收藏中，也是互联网电影数据库最佳250部电影之一。
- 第33届英国电影学院奖最佳剪辑、最佳摄影
- 美国导演工会奖最佳电影导演
- 第36届金球奖最佳导演
- 洛杉矶影评人协会最佳导演
- 纽约影评人协会最佳男配角：Christopher Walken

美国电影学会
- AFI百年百大电影 #79
- AFI百年百大惊悚电影 #30